# Kabwe Warriors Football Club
El Kabwe Warriors FC és un club de futbol de la ciutat de Kabwe, Zàmbia. Juga a l'estadi Railways. Es fundà com a Broken Hill United canviant de nom a Kabwe Warriors el 1966. És patrocinat pel ferrocarril de Zàmbia.

## Palmarès
- Lliga zambiana de futbol:[3]

1968, 1971, 1972, 1973, 1987
- Copa zambiana de futbol:[4]

1967, 1969, 1972, 1984, 1987
- Copa Challenge zambiana de futbol:[4]

1970, 1972, 1989, 1991, 2002, 2003, 2005, 2007
- Copa Coca Cola zambiana de futbol:[4]

2006